# Polnische Eishockeyliga 1964/65
Die Saison 1964/65 war die 30. Spielzeit der polnischen Eishockeyliga, der höchsten polnischen Eishockeyspielklasse. Meister wurde zum insgesamt vierten Mal in der Vereinsgeschichte GKS Katowice. 

## Modus
Die vier bestplatzierten Mannschaften der Hauptrunde qualifizierten sich für die Finalrunde. Der Erstplatzierte der Finalrunde wurde Meister. Für einen Sieg erhielt jede Mannschaft zwei Punkte, bei einem Unentschieden gab es einen Punkt und bei einer Niederlage null Punkte.

## Mannschaften
| Baildon Katowice |

| Warszawa |

| GKS Katowice |

| Nowy Targ |

| Bydgoszcz |

| Łódź |

| Janów |

| Murcki |

| Baildon Katowice |

| Warszawa |

| GKS Katowice |

| Nowy Targ |

| Bydgoszcz |

| Łódź |

| Janów |

| Murcki |

## Finalrunde
|    | Klub              | Sp | Tore  | Punkte |
| -- | ----------------- | -- | ----- | ------ |
| 1. | GKS Katowice      | 6  | 29:12 | 9      |
| 2. | Legia Warszawa    | 6  | 29:12 | 9      |
| 3. | Polonia Bydgoszcz | 6  | 17:20 | 3      |
| 4. | Baildon Katowice  | 6  | 14:41 | 2      |

Sp = Spiele, S = Siege, U = unentschieden, N = Niederlagen, OTS = Overtime-Siege, OTN = Overtime-Niederlage, SOS = Penalty-Siege, SON = Penalty-Niederlage

## Übrige Platzierungen
|    | Klub              |
| -- | ----------------- |
| 5. | Podhale Nowy Targ |
| 6. | ŁKS Łódź          |
| 7. | Naprzód Janów     |
| 8. | Górnik Murcki     |